# آیدا ۸۷۱

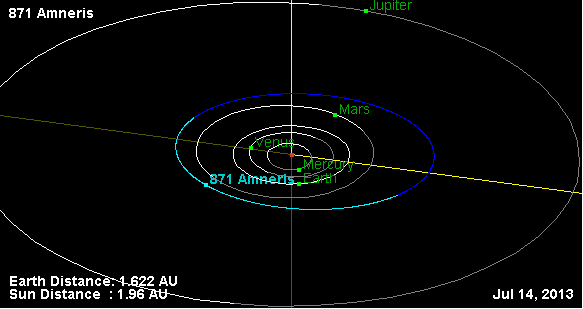
نمایی از محل قرارگیری سیارک آیدا ۸۷۱ در مدار - ۲۰۱۳

سیارک ۸۷۱ (به انگلیسی: 871 Amneris، نامگذاری:1917BY) هشتصد و هفتاد و یکمین سیارک کشف شده‌است که در ۱۴ مه ۱۹۱۷ و در هایدلبرگ کشف شد.
قدر مطلق سیارک برابر ۱۲٫۱۰ است.